# Швейцарія на пісенному конкурсі Євробачення
Швейцарія бере участь у пісенному конкурсі Євробачення щороку з моменту його заснування, крім 1995, 1999, 2001 і 2003 років. Швейцарія приймала перший конкурс 1956 року, і виграла його.
Хоча більшість зі швейцарських представників у конкурсі невідомі за межами країни, дві міжнародно визнаних співачки представляли країну. 1988 року Селін Діон виграла конкурс; 1993 року Енні Коттон року фінішувала третьою. 2021 року Gjon’s Tears також посів третє місце.

## Учасники Євробачення від Швейцарії

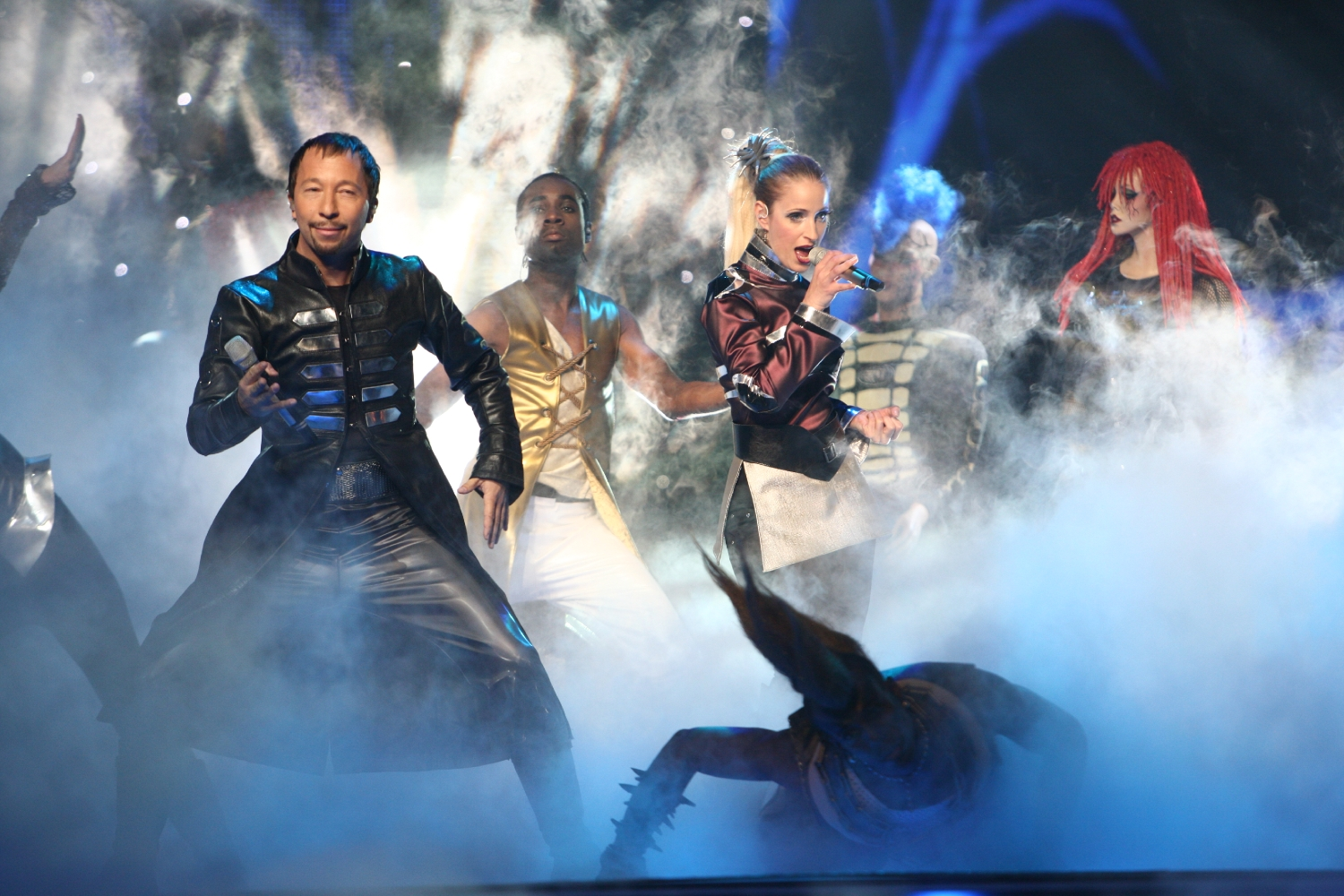
DJ Bobo, Євробачення 2007

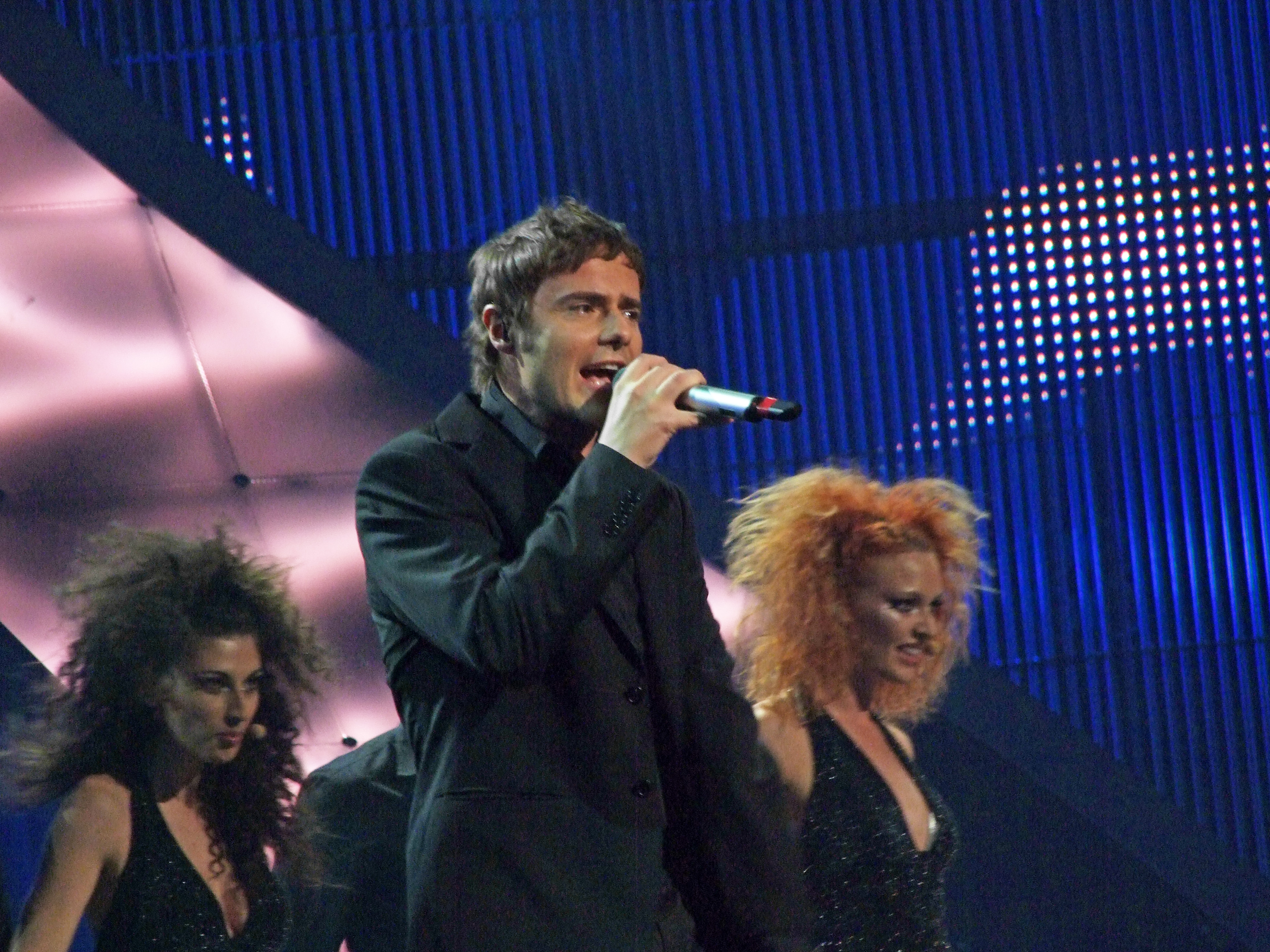
Паоло Менегуцці, Євробачення 2008

Умовні позначення
     Переможець
     Друге місце
     Третє місце
     Четверте місце
     П'яте місце
     Останнє місце
     Автоматичний фіналіст
     Не пройшла до фіналу
     Участь скасовано
     Не брала участі
| Рік  | Місце проведення   | Виконавець                               | Пісня                                | Мова(и)              | Переклад                      | Фінал                                     | Очок                                      | Півфінал                                  | Очок                                      |
| ---- | ------------------ | ---------------------------------------- | ------------------------------------ | -------------------- | ----------------------------- | ----------------------------------------- | ----------------------------------------- | ----------------------------------------- | ----------------------------------------- |
| 1956 | Лугано             | Ліз Ассія                                | «Das alte Karussell»                 | Німецька             | Стара карусель                | N/A                                       | N/A                                       | Без півфіналів                            | Без півфіналів                            |
| 1956 | Лугано             | Ліз Ассія                                | «Refrain»                            | Французька           | Приспів                       | 1                                         | N/A                                       | Без півфіналів                            | Без півфіналів                            |
| 1957 | Франкфурт-на-Майні | Ліз Ассія                                | «L’enfant que j’étais»               | Французька           | Дитина, якою я була           | 8                                         | 5                                         | Без півфіналів                            | Без півфіналів                            |
| 1958 | Гілверсум          | Ліз Ассія                                | «Giorgio»                            | Німецька, італійська | Джорджо                       | 2                                         | 24                                        | Без півфіналів                            | Без півфіналів                            |
| 1959 | Канни              | Christa Williams                         | «Irgendwoher»                        | Німецька             | Звідкись-то                   | 4                                         | 14                                        | Без півфіналів                            | Без півфіналів                            |
| 1960 | Лондон             | Аніта Траверсі                           | «Cielo e terra»                      | Італійська           | Небо і земля                  | 8                                         | 5                                         | Без півфіналів                            | Без півфіналів                            |
| 1961 | Канни              | Franca Di Rienzo                         | «Nous aurons demain»                 | Французька           | У нас буде завтра             | 3                                         | 16                                        | Без півфіналів                            | Без півфіналів                            |
| 1962 | Люксембург         | Джин Філіпп                              | «Le retour»                          | Французька           | Повернення                    | 10                                        | 2                                         | Без півфіналів                            | Без півфіналів                            |
| 1963 | Лондон             | Esther Ofarim                            | «T’en va pas»                        | Французька           | Не збирайся                   | 2                                         | 40                                        | Без півфіналів                            | Без півфіналів                            |
| 1964 | Копенгаген         | Аніта Траверсі                           | «I miei pensieri»                    | Італійська           | Мої думки                     | 13                                        | 0                                         | Без півфіналів                            | Без півфіналів                            |
| 1965 | Неаполь            | Йованна                                  | «Non, à jamais sans toi»             | Французька           | Ні, назавжди без тебе         | 8                                         | 8                                         | Без півфіналів                            | Без півфіналів                            |
| 1966 | Люксембург         | Madeleine Pascal                         | «Ne vois-tu pas?»                    | Французька           | Хіба ти не бачиш?             | 6                                         | 12                                        | Без півфіналів                            | Без півфіналів                            |
| 1967 | Відень             | Жеральдін                                | «Quel cœur vas-tu briser?»           | Французька           | Чиє серце ти розіб'єш?        | 17                                        | 0                                         | Без півфіналів                            | Без півфіналів                            |
| 1968 | Лондон             | Джанні Масколо                           | «Guardando il sole»                  | Італійська           | Дивлячись на сонце            | 13                                        | 2                                         | Без півфіналів                            | Без півфіналів                            |
| 1969 | Мадрид             | Паола дель Медіко                        | «Bonjour, bonjour»                   | Німецька             | Добрий день, добрий день      | 5                                         | 13                                        | Без півфіналів                            | Без півфіналів                            |
| 1970 | Амстердам          | Генрі Дес                                | «Retour»                             | Французька           | Повернення                    | 4                                         | 8                                         | Без півфіналів                            | Без півфіналів                            |
| 1971 | Дублін             | Peter, Sue and Marc                      | «Les illusions de nos vingt ans»     | Французька           | Ілюзії наших 20-их років      | 12                                        | 78                                        | Без півфіналів                            | Без півфіналів                            |
| 1972 | Единбург           | Véronique Müller                         | «C’est la chanson de mon amour»      | Французька           | Це пісня мого кохання         | 8                                         | 88                                        | Без півфіналів                            | Без півфіналів                            |
| 1973 | Люксембург         | Патрік Ювет                              | «Je vais me marier, Marie»           | Французька           | Я одружуюсь, Мері             | 12                                        | 79                                        | Без півфіналів                            | Без півфіналів                            |
| 1974 | Брайтон            | П'єра Мартелл                            | «Mein Ruf nach Dir»                  | Німецька             | Я кличу тебе                  | 14                                        | 3                                         | Без півфіналів                            | Без півфіналів                            |
| 1975 | Стокгольм          | Сімон Дрексел                            | «Mikado»                             | Німецька             | Мікадо                        | 6                                         | 77                                        | Без півфіналів                            | Без півфіналів                            |
| 1976 | Гаага              | Peter, Sue and Marc                      | «Djambo, Djambo»                     | Англійська           | Джамбо, Джамбо                | 4                                         | 91                                        | Без півфіналів                            | Без півфіналів                            |
| 1977 | Лондон             | Pepe Lienhard Band                       | «Swiss Lady»                         | Німецька             | Швейцарська леді              | 6                                         | 71                                        | Без півфіналів                            | Без півфіналів                            |
| 1978 | Париж              | Керол Вінсі                              | «Vivre»                              | Французька           | Жити                          | 9                                         | 65                                        | Без півфіналів                            | Без півфіналів                            |
| 1979 | Єрусалим           | Peter, Sue, Marc, Pfuri, Gorps and Kniri | «Trödler und Co»                     | Німецька             | Ледар і компанія              | 10                                        | 60                                        | Без півфіналів                            | Без півфіналів                            |
| 1980 | Гаага              | Паола дель Медіко                        | «Cinéma»                             | Французька           | Кіно                          | 4                                         | 104                                       | Без півфіналів                            | Без півфіналів                            |
| 1981 | Дублін             | Пітер, Sue and Marc                      | «Io senza te»                        | Італійська           | Я без тебе                    | 4                                         | 121                                       | Без півфіналів                            | Без півфіналів                            |
| 1982 | Гаррогейт          | Arlette Zola                             | «Amour on t’aime»                    | Французька           | Кохання, ми кохаємо тебе      | 3                                         | 97                                        | Без півфіналів                            | Без півфіналів                            |
| 1983 | Мюнхен             | Маріелла Фарре                           | «Io così non ci sto»                 | Італійська           | Я не люблю це так             | 15                                        | 28                                        | Без півфіналів                            | Без півфіналів                            |
| 1984 | Люксембург         | Rainy Day                                | «Welche Farbe hat der Sonnenschein?» | Німецька             | Якого кольору сонячне світло? | 16                                        | 30                                        | Без півфіналів                            | Без півфіналів                            |
| 1985 | Гетеборг           | Mariella Farré and Pino Gasparini        | «Piano, piano»                       | Німецька             | Повільно, повільно            | 12                                        | 39                                        | Без півфіналів                            | Без півфіналів                            |
| 1986 | Берген             | Даніела Сімонс                           | «Pas pour moi»                       | Французька           | Не для мене                   | 2                                         | 140                                       | Без півфіналів                            | Без півфіналів                            |
| 1987 | Брюссель           | Carol Rich                               | «Moitié, moitié»                     | Французька           | Половина, половина            | 17                                        | 26                                        | Без півфіналів                            | Без півфіналів                            |
| 1988 | Дублін             | Селін Діон                               | «Ne partez pas sans moi»             | Французька           | Не йдіть без мене             | 1                                         | 137                                       | Без півфіналів                            | Без півфіналів                            |
| 1989 | Лозанна            | Furbaz                                   | «Viver senza tei»                    | Романш               | Жити без тебе                 | 13                                        | 47                                        | Без півфіналів                            | Без півфіналів                            |
| 1990 | Загреб             | Egon Egemann                             | «Musik klingt in die Welt hinaus»    | Німецька             | Музика звучить навколо світу  | 11                                        | 51                                        | Без півфіналів                            | Без півфіналів                            |
| 1991 | Рим                | Сандра Сімо                              | «Canzone per te»                     | Італійська           | Пісня для тебе                | 5                                         | 118                                       | Без півфіналів                            | Без півфіналів                            |
| 1992 | Мальме             | Daisy Auvray                             | «Mister Music Man»                   | Французька           | Містер музикант               | 15                                        | 32                                        | Без півфіналів                            | Без півфіналів                            |
| 1993 | Мілстріт           | Annie Cotton                             | «Moi, tout simplement»               | Французька           | Просто я                      | 3                                         | 148                                       | Kvalifikacija za Millstreet               | Kvalifikacija za Millstreet               |
| 1994 | Дублін             | Duilio                                   | «Sto pregando»                       | Італійська           | Я молюсь                      | 19                                        | 15                                        | Без півфіналів                            | Без півфіналів                            |
| 1995 | Дублін             | Не брала участь                          | Не брала участь                      | Не брала участь      | Не брала участь               | Не брала участь                           | Не брала участь                           | Без півфіналів                            | Без півфіналів                            |
| 1996 | Осло               | Kathy Leander                            | «Mon cœur l’aime»                    | Французька           | Моє серце любить його         | 16                                        | 22                                        | 8                                         | 67                                        |
| 1997 | Дублін             | Барбара Берта                            | «Dentro di me»                       | Італійська           | Всередині мене                | 22                                        | 5                                         | Без півфіналів                            | Без півфіналів                            |
| 1998 | Бірмінгем          | Gunvor                                   | «Lass ihn»                           | Німецька             | Дозволь йому                  | 25                                        | 0                                         | Без півфіналів                            | Без півфіналів                            |
| 1999 | Єрусалим           | Не брала участь                          | Не брала участь                      | Не брала участь      | Не брала участь               | Не брала участь                           | Не брала участь                           | Без півфіналів                            | Без півфіналів                            |
| 2000 | Стокгольм          | Jane Bogaert                             | «La vita cos’è»                      | Італійська           | Що це — життя?                | 20                                        | 14                                        | Без півфіналів                            | Без півфіналів                            |
| 2001 | Копенгаген         | Не брала участь                          | Не брала участь                      | Не брала участь      | Не брала участь               | Не брала участь                           | Не брала участь                           | Без півфіналів                            | Без півфіналів                            |
| 2002 | Таллінн            | Франсін Жорді                            | «Dans le jardin de mon âme»          | Французька           | В саду моєї душі              | 22                                        | 15                                        | Без півфіналів                            | Без півфіналів                            |
| 2003 | Рига               | Не брала участь                          | Не брала участь                      | Не брала участь      | Не брала участь               | Не брала участь                           | Не брала участь                           | Без півфіналів                            | Без півфіналів                            |
| 2004 | Стамбул            | Piero and the Musicstars                 | «Celebrate!»                         | Англійська           | Святкувати!                   | Не вдалося кваліфікуватися                | Не вдалося кваліфікуватися                | 22                                        | 0                                         |
| 2005 | Київ               | Vanilla Ninja                            | «Cool Vibes»                         | Англійська           | Круті вібрації                | 8                                         | 128                                       | 8                                         | 114                                       |
| 2006 | Афіни              | Six4one                                  | «If We All Give a Little»            | Англійська           | Якщо кожен трохи дасть        | 16                                        | 30                                        | Топ-11 у минулому році                    | Топ-11 у минулому році                    |
| 2007 | Гельсінкі          | DJ Bobo                                  | «Vampires Are Alive»                 | Англійська           | Вампіри живі                  | Не вдалося кваліфікуватися                | Не вдалося кваліфікуватися                | 20                                        | 40                                        |
| 2008 | Белград            | Паоло Менегуцци                          | «Era stupendo»                       | Італійська           | Це було чудово                | Не вдалося кваліфікуватися                | Не вдалося кваліфікуватися                | 13                                        | 47                                        |
| 2009 | Москва             | Lovebugs                                 | «The Highest Heights»                | Англійська           | Гранична висота               | Не вдалося кваліфікуватися                | Не вдалося кваліфікуватися                | 14                                        | 15                                        |
| 2010 | Осло               | Міхаель фон дер Хайде                    | «Il pleut de l’or»                   | Французька           | Золотий дощ                   | Не вдалося кваліфікуватися                | Не вдалося кваліфікуватися                | 17                                        | 2                                         |
| 2011 | Дюссельдорф        | Анна Россінеллі                          | «In Love for a While»                | Англійська           | Любов на деякий час           | 25                                        | 19                                        | 10                                        | 55                                        |
| 2012 | Баку               | Sinplus                                  | «Unbreakable»                        | Англійська           | Незламний                     | Не вдалося кваліфікуватися                | Не вдалося кваліфікуватися                | 11                                        | 45                                        |
| 2013 | Мальме             | Takasa                                   | «You and Me»                         | Англійська           | Ти і я                        | Не вдалося кваліфікуватися                | Не вдалося кваліфікуватися                | 13                                        | 41                                        |
| 2014 | Копенгаген         | Sebalter                                 | «Hunter of Stars»                    | Англійська           | Мисливець зірок               | 13                                        | 64                                        | 4                                         | 92                                        |
| 2015 | Відень             | Mélanie René                             | «Time to Shine»                      | Англійська           | Час сяяти                     | Не вдалося кваліфікуватися                | Не вдалося кваліфікуватися                | 17                                        | 4                                         |
| 2016 | Стокгольм          | Rykka                                    | «The Last Of Our Kind»               | Англійська           | Останній з нашого роду        | Не вдалося кваліфікуватися                | Не вдалося кваліфікуватися                | 18                                        | 28                                        |
| 2017 | Київ               | Timebelle                                | «Apollo»                             | Англійська           | Аполло                        | Не вдалося кваліфікуватися                | Не вдалося кваліфікуватися                | 13                                        | 83                                        |
| 2018 | Лісабон            | ZiBBZ                                    | «Stones»                             | Англійська           | Каміння                       | Не вдалося кваліфікуватися                | Не вдалося кваліфікуватися                | 13                                        | 86                                        |
| 2019 | Тель-Авів          | Luca Hänni                               | «She Got Me»                         | Англійська           | Вона мене впіймала            | 4                                         | 360                                       | 4                                         | 232                                       |
| 2020 | Роттердам          | Gjon’s Tears                             | «Répondez-moi»                       | Французька           | Відповідай мені               | Конкурс скасовано через пандемію COVID-19 | Конкурс скасовано через пандемію COVID-19 | Конкурс скасовано через пандемію COVID-19 | Конкурс скасовано через пандемію COVID-19 |
| 2021 | Роттердам          | Gjon’s Tears                             | «Tout l'Univers»                     | Французька           | Весь всесвіт                  | 3                                         | 432                                       | 1                                         | 291                                       |
| 2022 | Турин              | Маріус Бер                               | «Boys Do Cry»                        | Англійська           | Хлопці плачуть                | 17                                        | 78                                        | 9                                         | 118                                       |
| 2023 | Ліверпуль          | Ремо Форрер                              | «Watergun»                           | Англійська           | Водяна рушниця                | 20                                        | 92                                        | 7                                         | 97                                        |
| 2024 | Мальме             | Nemo                                     | «The Code»                           | Англійська           | Код                           | 1                                         | 591                                       | 4                                         | 132                                       |
| 2025 | Базель             | Зої Ме                                   | «Voyage»                             | Французька           | Подорож                       | 10                                        | 214                                       | Країна-господар                           | Країна-господар                           |
| 2026 |                    |                                          |                                      |                      |                               |                                           |                                           |                                           |                                           |

## Статистика голосувань 1956—2025

### Швейцарія дала найбільше очок:
| Місце | Країна          | Очок |
| ----- | --------------- | ---- |
| 1     | Ірландія        | 150  |
| 2     | Велика Британія | 140  |
| 3     | Франція         | 139  |
| 4     | Іспанія         | 130  |
| 5     | Ізраїль         | 122  |

### Швейцарія отримала найбільше очок від:
| Місце | Країна          | Очок |
| ----- | --------------- | ---- |
| 1     | Велика Британія | 112  |
| 2     | Нідерланди      | 99   |
| 3     | Бельгія         | 98   |
| 3     | Фінляндія       | 98   |
| 4     | Австрія         | 90   |
| 5     | Норвегія        | 88   |

## Нотатки
1. ↑  Містить повторюване слово на французькій мові
2. ↑  Згідно з тодішніми правилами Євробачення, фінал складався зі співаків 24 країн. «Велика четвірка» та 10 країн, які посіли з 10 по 1 місце у фіналі минулого конкурсу, автоматично потрапляли до фіналу. Інші 10 країн потрапляють до фіналу з півфіналу. Якщо країна «Великої Четвірки» зайняла з 10 по 1 місце на минулорічному конкурсі, то з півфіналу до фіналу потрапляє 11 країн, і так далі (це залежить від кількості країн «Великої четвірки», які посіли з 10 по 1 місце у фіналі).